# Giancarlo Fisichella
Giancarlo Fisichella (Roma, Italia; 14 de enero de 1973) es un piloto de automovilismo y disc-jockey italiano. Ha disputado 231 Grandes Premios de Fórmula 1 para las escuderías Ferrari, Renault, Sauber, Jordan, Benetton, Minardi y Force India, donde sumó 3 victorias, 19 podios, 4 pole position y 2 vueltas rápidas. Sus mejores resultados fueron un cuarto puesto en 2006 y quinto en 2005, así como dos títulos del Campeonato Mundial de Constructores de Fórmula 1 junto a Fernando Alonso en Renault.
Desde 2010, Fisichella fue piloto de pruebas del equipo Ferrari de Fórmula 1. Simultáneamente, ha competido en gran turismos con AF Corse, un equipo semioficial de Ferrari, logrando victorias de clase en las 24 Horas de Le Mans 2012 y 2014, Petit Le Mans 2011 y otras fechas del Campeonato Mundial de Resistencia y Le Mans Series, así como el Campeonato Italiano GT en 2023 y 2024.
Desde 2005 hasta 2009, fue propietario de FMS International, un equipo de la GP2 Series. Su apodo es Fisico, una contracción de su apellido.

## Carrera

### Inicios
Fisichella tuvo su primer contacto con el deporte automovilístico a temprana edad, en el karting. En 1992, compitió en la Fórmula 3 Italiana, en la escudería RC Motorsport. Tras finalizar en segundo lugar en 1993, se coronó campeón de la categoría al año siguiente, con victoria en Mónaco y pole position en Macao.
En 1995 y 1996, el italiano dejó los monoplazas por los turismos, y pilotó para Alfa Romeo en el Deutsche Tourenwagen Meisterschaft. Fue 15.º en el certamen alemán y 10.º en el internacional en 1995, y sexto en 1996 con seis podios en 26 carreras.

### Fórmula 1

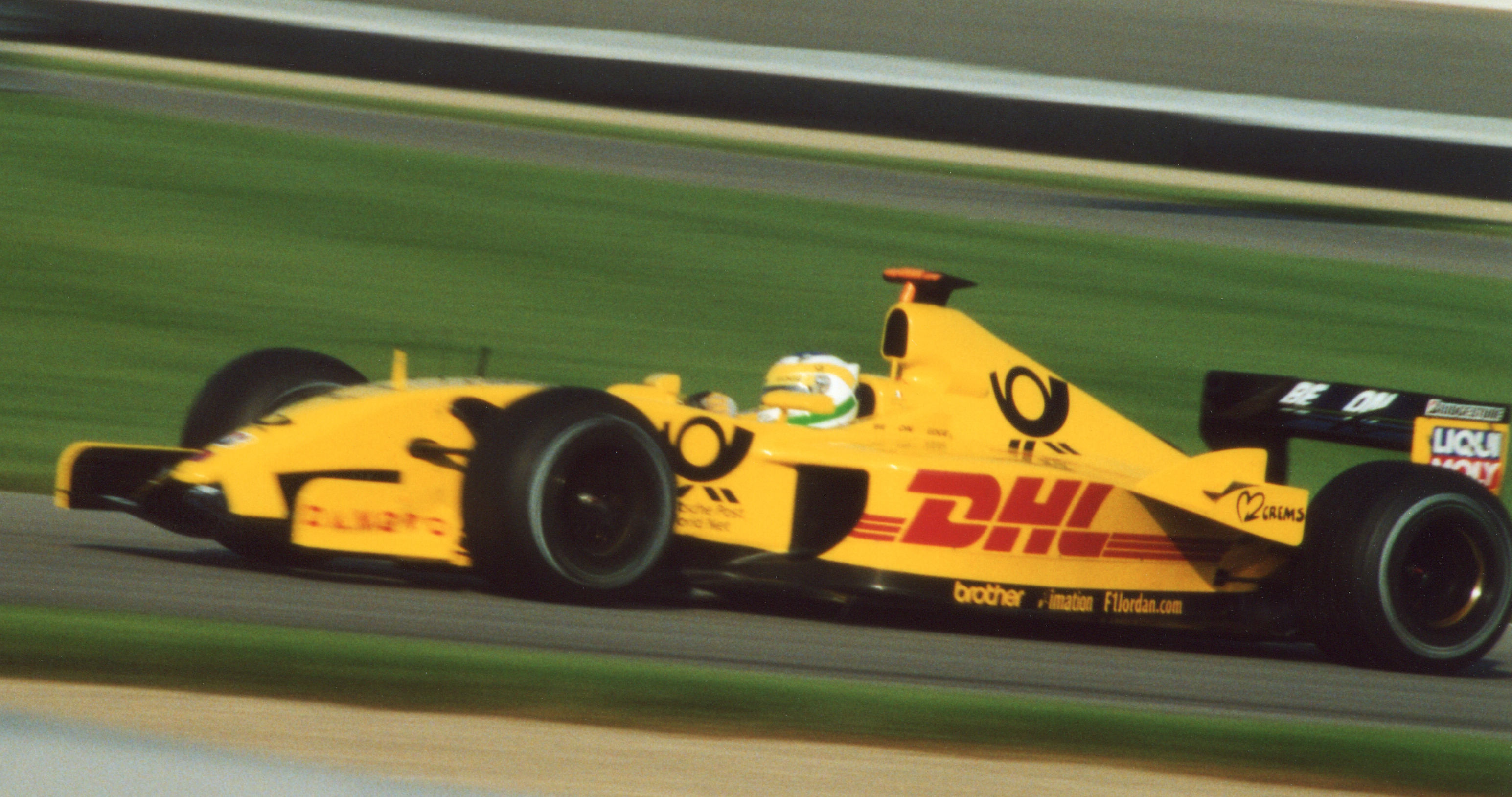
Fisichella con Jordan.

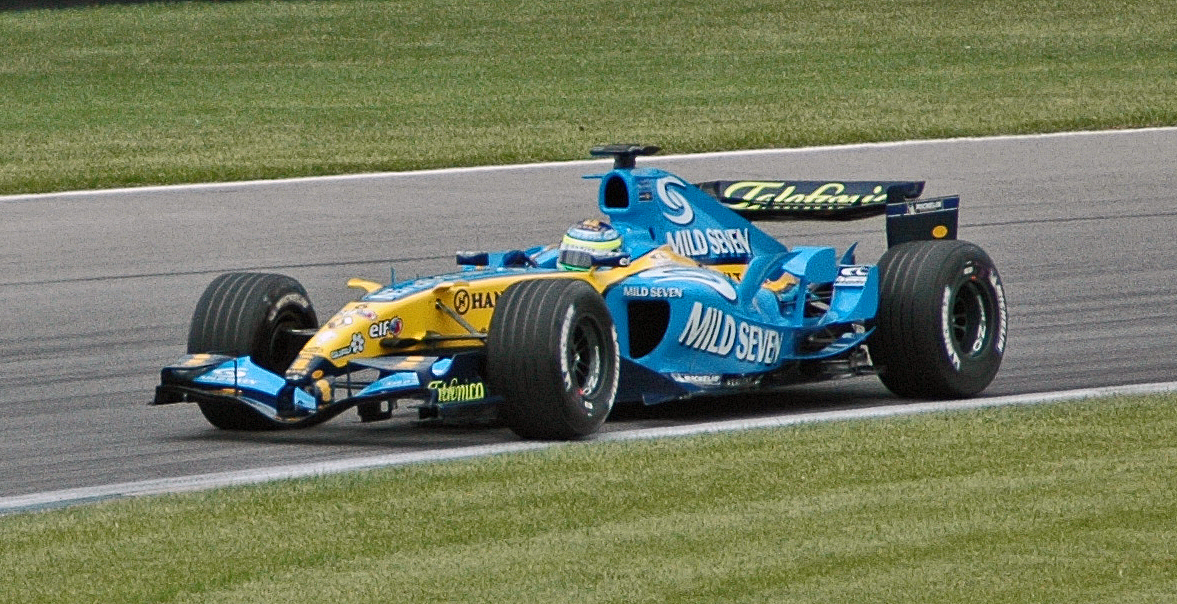
Giancarlo conduciendo su Renault en Indianápolis.

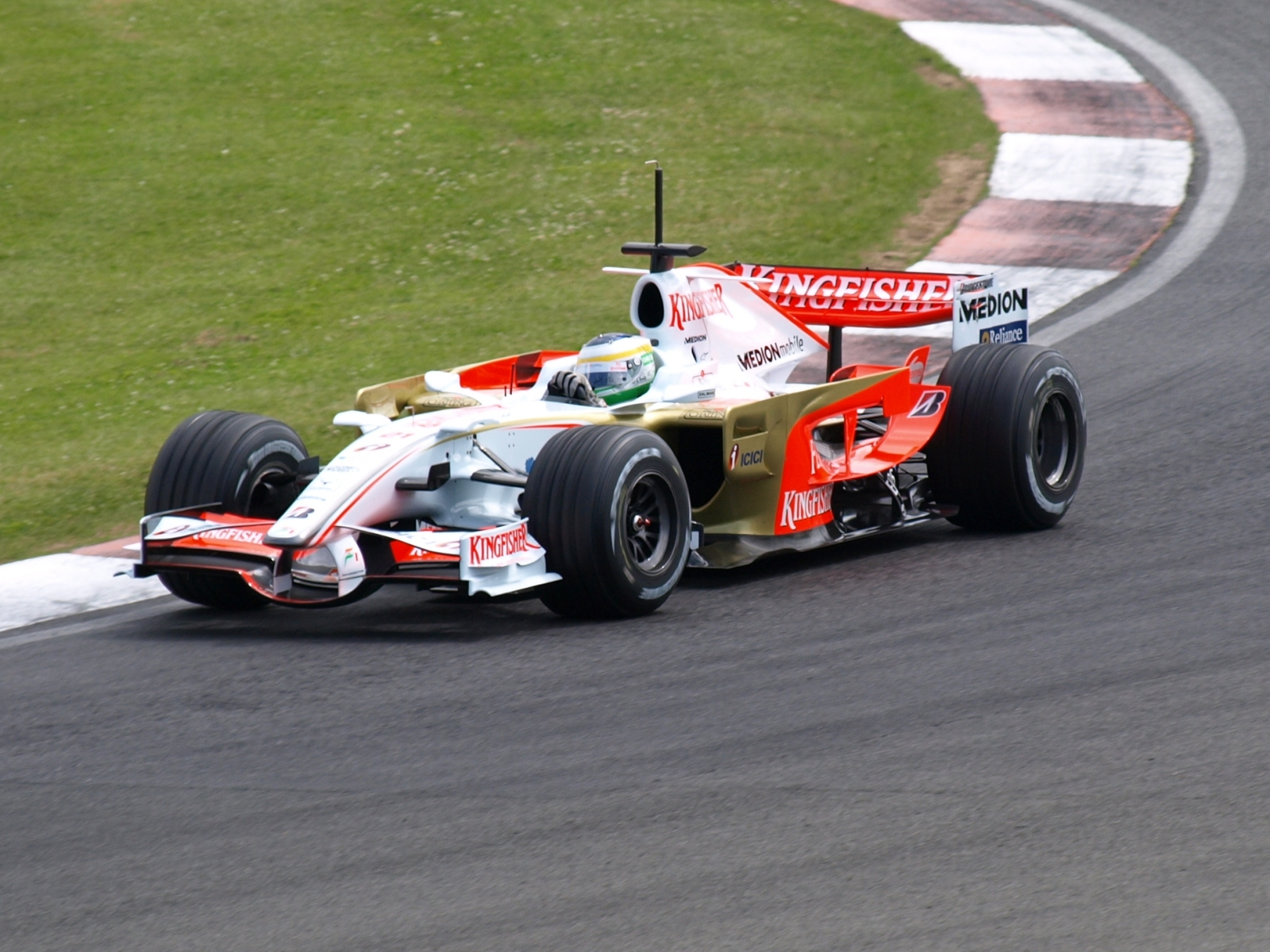
Fisichella con su Force India en unos tests.

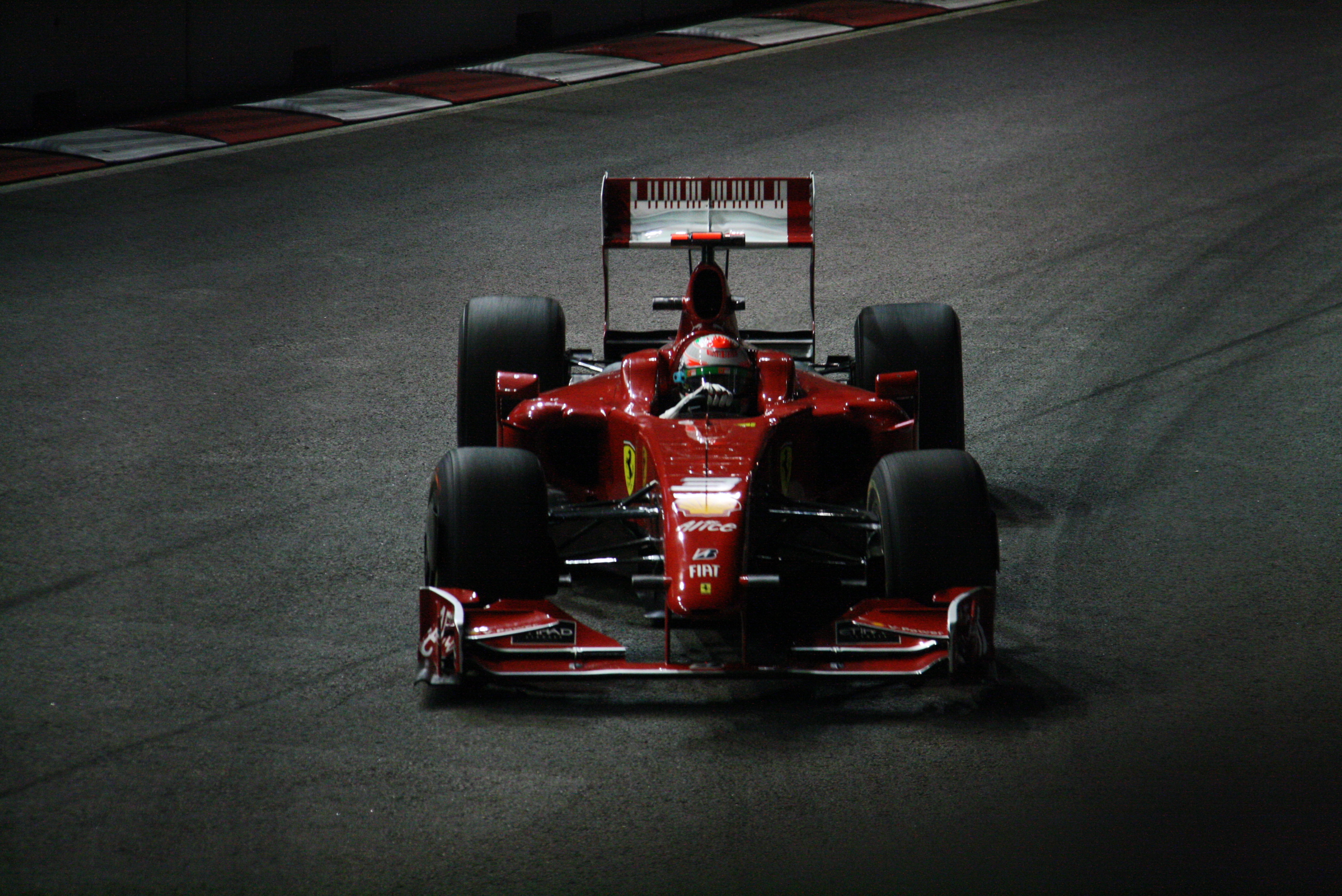
Giancarlo a bordo de su Ferrari en el Gran Premio de Singapur de 2009.

En 1996, el italiano tuvo su debut en la máxima categoría, pilotando para la escudería Minardi durante media temporada, tras la cual fue reemplazado por Giovanni Lavaggi. No obstante, su destaque en la Fórmula 1 se produciría con Jordan en 1997, al lograr su primer podio en el Gran Premio de Canadá. Tras pasar a Benetton en 1998, el piloto italiano obtuvo su primera pole position, en el Gran Premio de Austria. Durante las siguientes tres temporadas, la escudería italiana tuvo serias dificultades para lograr buenos resultados. Cuando Benetton se transformó en Renault, Físico no fue mantenido como piloto titular del equipo.
Tras regresar en 2002 a la escudería de Eddie Jordan, el piloto romano lograría su primera victoria en circunstancias excepcionales por delante del McLaren de Kimi Räikkönen en el Gran Premio de Brasil de 2003. Al año siguiente, ocupando uno de los puestos titulares del equipo Sauber, los resultados no fueron buenos, y finalizó la temporada en un discreto undécimo lugar, con 22 puntos en su haber (10 más que su compañero de equipo).
La temporada 2005 de Fórmula 1 marcó el pase de Fisichella al equipo Renault. En la primera carrera del año, el Gran Premio de Australia, el piloto italiano obtuvo la pole y la segunda victoria de su carrera. En el Gran Premio de Italia en Monza, Giancarlo dedicó su tercer lugar del podio a su amigo Michele Alboreto, fallecido en abril de 2001. Contribuyó con un tercer cajón a que su escudería ganara el campeonato.
Ya en la temporada 2006, Giancarlo ganó su tercer GP en Malasia, y terminó la temporada en la cuarta posición del campeonato con otros cinco podios, ayudando a su equipo (Renault) a conseguir su segundo título mundial y siendo renovado.
Después de una decepcionante temporada 2007 (su máximo logro fue una cuarta plaza en Mónaco), Renault decidió prescindir de Fisichella. Pocas semanas después, se supo que la escudería Force India F1 se hizo con los servicios del piloto italiano para la temporada 2008, junto al alemán Adrian Sutil. En las primeras carreras, Fisichella mostró un buen rendimiento, superando a su compañero y con un décimo puesto como mejor resultado. Sin embargo, sumó dos abandonos en la primera curva (en Australia y Turquía). En Monza, Fisichella consigue pasar a la Q2 por primera vez con un Force India, pero no pudo acabar la carrera por un accidente. En el Gran Premio de Singapur logra marchar en el 3.er puesto desde la vuelta 19 hasta la 27, en la que pasaría a ser 2.º. En la vuelta 29 ingresaría en boxes para hacer su única parada y perdería el puesto, para acabar la carrera 14.º. Finalmente, termina el año sin puntuar por primera vez desde su debut, a pesar de sus esfuerzos con el peor monoplaza de la parrilla tras la quiebra de Super Aguri.
En 2009, Fisichella sigue junto con su actual compañero Adrian Sutil en Force India, mientras que Vitantonio Liuzzi vuelve a ser el piloto reserva. Tras el Gran Premio de Europa de 2009, se empezó a rumorear que Force India permitiría a Fisichella subirse al F60 de Ferrari para el Gran Premio de Bélgica, sustituyendo a Luca Badoer por su flojo rendimiento; mientras que Giancarlo sería sustituido por el segundo clasificado de GP2, el ruso Vitaly Petrov. Sin embargo, en el Gran Premio de Bélgica, Fisichella logró la primera pole position 61 carreras después, y la primera para Force India. En carrera, Kimi Räikkönen le superó y Fisico logró ser segundo, acabando a sólo 9 décimas del finlandés, consiguiendo los primeros puntos y el primer podio para la escudería Force India.
El 3 de septiembre de 2009, fue contratado por la Scuderia Ferrari para competir junto a Kimi Räikkönen hasta el final de temporada, reemplazando al piloto probador Luca Badoer desde el Gran Premio de Italia. Fisichella esperaba que luego de sus buenos resultados en Spa, con Force India, también lo haría con Ferrari. Sin embargo, pese a mejorar las prestaciones de Badoer, Fisichella tiene que luchar para adaptarse al F60 y no logra puntuar. En Monza acabó 9.º; en Marina Bay acabó 13.º, en Suzuka terminó 12.º, en Interlagos finalizó 10.º y en Abu Dhabi acabó 16.º. No logró puntuar con Ferrari, pero si pudo darle la pole position y el mejor resultado en carrera a Force India.
Aunque firmó contrato para ser probador de Ferrari para la temporada 2010, Fisico admitió su interés por correr al mismo tiempo en otro equipo. Tuvo opciones de participar en la Fórmula 1 con el equipo Sauber, pero finalmente Pedro Martínez de la Rosa fue confirmado como piloto oficial de esta escudería.

### Gran turismos
En paralelo a su actividad como probador de Fórmula, el italiano comenzó a correr en resistencia en 2010 para la marca Ferrari. Llegó cuarto en la clase GT2 en las 24 Horas de Le Mans en AF Corse; disputó las cinco fechas de la Le Mans Series en AF Corse, donde terminó segundo en Algarve, tercero en Paul Ricard y Spa-Francorchamps y cuarto en Hungaroring rumbo al subcampeonato de equipos; y disputó tres fechas de la American Le Mans Series para Risi, siempre al volante de una Ferrari F430.
En 2011, Fisichella disputó todas las fechas de la Copa Intercontinental Le Mans y de la Le Mans Series, siempre en una Ferrari 458 Italia de AF Corse con Gianmaria Bruni como compañero de butaca. Ganó en Spa-Francorchamps, Silverstone y Petit Le Mans, segundo en Paul Ricard, Le Mans e Imola, y quinto en Sebring. Así, obtuvieron todos los títulos en juego: los de pilotos y equipos de la Le Mans Series, y los de equipos y constructores de la Copa Intercontinental Le Mans.
El italiano disputó todas las fechas del nuevo Campeonato Mundial de Resistencia 2012, siempre con el equipo AF Corse al volante de una Ferrari 458 de AF Corse. Venció en las 24 Horas de Le Mans con sus coequiperos, Bruni y Toni Vilander, teniendo el honor de conducir durante la última etapa de la competición. Con tres victorias y dos segundos puestos, colaboró en la conquista de los títulos de equipos y marcas. A su vez, disputó las 24 Horas de Daytona con una Ferrari 458 de Risi junto a Bruni y Raphael Matos, y la fecha de Vallelunga de la Superstars Series con una Maserati Quattroporte.
Fisichella continuó como piloto oficial de Ferrari en el Campeonato Mundial de Resistencia 2013. Obtuvo dos victorias y cinco podios, pero un cambio de parejas para la última fecha lo relegó al subcampeonato por detrás de Bruni, quien había sido su compañero de butaca en las demás pruebas. De todos modos, contribuyó a la conquista de los títulos de equipos y marcas. El piloto corrió además las 24 Horas de Daytona con una Ferrari 458, en este caso junto a Vilander, Max Papis y Jeff Segal en el equipo AIM.
En 2014, Fisichella pasó a competir en la United SportsCar Championship con una Ferrari 458 Italia de Risi. Logró dos victorias, cuatro podios, y un cuarto lugar, pero malas actuaciones en las demás fechas, lo relegaron al puesto 13 del campeonato de la clase GTLM. Por otro lado, logró junto a Bruni y Vilander, la victoria en la clase GTE-Pro en las 24 Horas de Le Mans. La temporada siguiente, compitió en la United SportsCar Championship junto con Pierre Kaffer; obtuvieron cinco podios, para finalizar sextos en la tabla de pilotos de la clase GTLM. Además, Fisichella logró el cuarto lugar en Le Mans junto con Bruni y Vilander.

## Resumen de carrera
| 1992    | Campeonato de Italia de Fórmula 3                       | Jolly Club                     | 8                 | 0                 | 1                 | 11                | 8.º               |
| 1993    | Campeonato de Italia de Fórmula 3                       | Jolly Club                     | 12                | 0                 | 2                 | 36                | 3.º               |
| 1993    | Gran Premio de Macao                                    | RC Motorsport                  | 1                 | 0                 | 0                 | N/A               | NC                |
| 1993    | Gran Premio de Mónaco de Fórmula 3                      | Jolly Club                     | 1                 | 1                 | 0                 | N/A               | 2.º               |
| 1994    | Campeonato de Italia de Fórmula 3                       | RC Motorsport                  | 20                | 11                | 11                | 309               | 1.º               |
| 1994    | Fórmula 3 Británica                                     | RC Motorsport                  | 1                 | 0                 | 0                 | 10                | 16.º              |
| 1994    | Gran Premio de Macao                                    | RC Motorsport                  | 1                 | 1                 | 0                 | N/A               | NC                |
| 1994    | Gran Premio de Mónaco de Fórmula 3                      | RC Motorsport                  | 1                 | 1                 | 1                 | N/A               | 1.º               |
| 1994    | Masters de Fórmula 3                                    | RC Motorsport                  | 1                 | 0                 | 0                 | N/A               | 9.º               |
| 1995    | Fórmula 1                                               | Minardi                        | Piloto de pruebas | Piloto de pruebas | Piloto de pruebas | Piloto de pruebas | Piloto de pruebas |
| 1995    | International Touring Car Championship                  | Alfa Corse 2                   | 10                | 0                 | 0                 | 37                | 10.º              |
| 1995    | Deutsche Tourenwagen Meisterschaft                      | Alfa Corse 2                   | 12                | 0                 | 0                 | 30                | 15.º              |
| 1996    | Fórmula 1                                               | Team Minardi                   | 8                 | 0                 | 0                 | 0                 | NC                |
| 1996    | Deutsche Tourenwagen Meisterschaft                      | Alfa Corse                     | 24                | 0                 | 0                 | 139               | 6.º               |
| 1997    | Fórmula 1                                               | Benson & Hedges Jordan Peugeot | 17                | 0                 | 0                 | 20                | 8.º               |
| 1997    | Campeonato Procar Belga                                 | Team Peugeot Belgium           | 1                 | 0                 | 1                 | 20                | 12.º              |
| 1998    | Fórmula 1                                               | Mild Seven Benetton Playlife   | 16                | 1                 | 0                 | 16                | 9.º               |
| 1999    | Fórmula 1                                               | Mild Seven Benetton Playlife   | 16                | 0                 | 0                 | 13                | 9.º               |
| 2000    | Fórmula 1                                               | Mild Seven Benetton Playlife   | 17                | 0                 | 0                 | 18                | 6.º               |
| 2001    | Fórmula 1                                               | Mild Seven Benetton Renault    | 17                | 0                 | 0                 | 8                 | 11.º              |
| 2002    | Fórmula 1                                               | DHL Jordan Honda               | 17                | 0                 | 0                 | 7                 | 11.º              |
| 2003    | Fórmula 1                                               | B&H Jordan Ford                | 16                | 0                 | 1                 | 12                | 12.º              |
| 2004    | Fórmula 1                                               | Sauber Petronas                | 18                | 0                 | 0                 | 22                | 11.º              |
| 2005    | Fórmula 1                                               | Mild Seven Renault F1 Team     | 19                | 1                 | 1                 | 58                | 5.º               |
| 2006    | Fórmula 1                                               | Mild Seven Renault F1 Team     | 18                | 1                 | 1                 | 72                | 4.º               |
| 2007    | Fórmula 1                                               | ING Renault F1 Team            | 17                | 0                 | 0                 | 21                | 8.º               |
| 2008    | Fórmula 1                                               | Force India F1 Team            | 18                | 0                 | 0                 | 0                 | 19.º              |
| 2009    | Fórmula 1                                               | Force India F1 Team            | 12                | 1                 | 0                 | 8                 | 15.º              |
| 2009    | Fórmula 1                                               | Scuderia Ferrari Marlboro      | 5                 | 0                 | 0                 | 8                 | 15.º              |
| 2010    | Fórmula 1                                               | Scuderia Ferrari Marlboro      | Piloto de pruebas | Piloto de pruebas | Piloto de pruebas | Piloto de pruebas | Piloto de pruebas |
| 2010    | Le Mans Series - GT2                                    | AF Corse                       | 5                 | 1                 | 0                 | 62                | 2.º               |
| 2010    | 24 Horas de Le Mans - GT2                               | AF Corse                       | 1                 | 0                 | 0                 | N/A               | 4.º               |
| 2011    | Fórmula 1                                               | Scuderia Ferrari               | Piloto de pruebas | Piloto de pruebas | Piloto de pruebas | Piloto de pruebas | Piloto de pruebas |
| 2011    | Le Mans Series - GTE Pro                                | AF Corse                       | 5                 | 1                 | 2                 | 60                | 1.º               |
| 2011    | 24 Horas de Le Mans - GTE Pro                           | AF Corse                       | 1                 | 0                 | 1                 | N/A               | 2.º               |
| 2012    | Fórmula 1                                               | Scuderia Ferrari               | Piloto de pruebas | Piloto de pruebas | Piloto de pruebas | Piloto de pruebas | Piloto de pruebas |
| 2012    | Campeonato Mundial de Resistencia de la FIA - LMGTE Pro | AF Corse                       | 8                 | 1                 | 4                 | 161               | 1.º               |
| 2012    | 24 Horas de Le Mans - LMGTE Pro                         | AF Corse                       | 1                 | 1                 | 1                 | N/A               | 1.º               |
| 2012    | Superstars Series                                       | Swiss Team                     | 2                 | 0                 | 0                 | 5                 | 35.º              |
| 2013    | Campeonato Mundial de Resistencia de la FIA - LMGTE Pro | AF Corse                       | 8                 | 0                 | 2                 | 135               | 2.º               |
| 2013    | 24 Horas de Le Mans - LMGTE Pro                         | AF Corse                       | 1                 | 0                 | 0                 | N/A               | 6.º               |
| 2014    | Campeonato Mundial de Resistencia de la FIA - LMGTE Pro | AF Corse                       | 1                 | 1                 | 1                 | 51                | 14.º              |
| 2014    | 24 Horas de Le Mans - LMGTE Pro                         | AF Corse                       | 1                 | 1                 | 1                 | N/A               | 1.º               |
| 2014    | United SportsCar Championship - GTLM                    | Risi Competizione              | 11                | 1                 | 2                 | 258               | 13.º              |
| 2015    | Campeonato Mundial de Resistencia de la FIA - LMGTE Pro | AF Corse                       | 1                 | 0                 | 0                 | 24                | 20.º              |
| 2015    | United SportsCar Championship - GTLM                    | Risi Competizione              | 10                | 0                 | 0                 | 293               | 4.º               |
| 2016    | WeatherTech SportsCar Championship - GTLM               | Risi Competizione              | 11                | 0                 | 1                 | 305               | 5.º               |
| 2017    | Blancpain GT Series - Pro                               | Kaspersky Motorsport           | 5                 | 0                 | 0                 | 32                | 7.º               |
| 2017    | WeatherTech SportsCar Championship - GTLM               | Risi Competizione              | 6                 | 0                 | 0                 | 199               | 9.º               |
| 2018    | Blancpain GT Series - Pro-Am                            | 961 Corse                      | 1                 | 0                 | 0                 | 8                 | 23.º              |
| 2018    | 24 Horas de Le Mans - GTE Pro                           | Spirit of Race                 | 1                 | 0                 | 0                 | N/A               | 2.º               |
| 2018-19 | Campeonato Mundial de Resistencia de la FIA - LMGTE Am  | Spirit of Race                 | 8                 | 0                 | 0                 | 99                | 4.º               |
| 2019    | 24 Horas de Le Mans - LMGTE Am                          | Spirit of Race                 | 1                 | 0                 | 0                 | N/A               | 7.º               |
| 2019-20 | Campeonato Mundial de Resistencia de la FIA - LMGTE Am  | AF Corse                       | 8                 | 0                 | 0                 | 71                | 12.º              |
| 2020    | 24 Horas de Le Mans - LMGTE Am                          | AF Corse                       | 1                 | 0                 | 0                 | N/A               | 13.º              |
| 2020    | GT World Challenge Europe Endurance Cup - Pro Am        | Sky - Tempesta Racing          | 1                 | 0                 | 0                 | 39                | 8.º               |
| 2020    | GT World Challenge Europe Sprint Cup - Pro Am           | Sky - Tempesta Racing          | 2                 | 2                 | 1                 | 34                | 6th               |
| 2020    | Intercontinental GT Challenge                           | Sky - Tempesta Racing          | 1                 | 0                 | 0                 | 0                 | 31.º              |
| 2021    | Asian Le Mans Series - GT                               | AF Corse                       | 4                 | 0                 | 0                 | 1.5               | 16.º              |
| 2021    | Campeonato Mundial de Resistencia de la FIA - LMGTE Am  | AF Corse                       | 6                 | 0                 | 0                 | 71                | 6.º               |
| 2021    | 24 Horas de Le Mans - LMGTE Am                          | AF Corse                       | 1                 | 0                 | 0                 | N/A               | 12.º              |
| 2021    | Campionato Italiano Gran Turismo - GT3 Pro              | Scuderia Baldini 27            | 3                 | 1                 | 0                 | 37                | 4.º               |
| 2022    | Campeonato Mundial de Resistencia de la FIA - LMGTE Am  | Iron Lynx                      | 6                 | 0                 | 0                 | 25                | 19.º              |
| 2022    | GT World Challenge Europe Endurance Cup                 | Iron Lynx                      | 1                 | 0                 | 0                 | 0                 | NC                |
| 2022    | 24 Horas de Le Mans - LMGTE Am                          | Iron Lynx                      | 1                 | 0                 | 0                 | N/A               | 13.º              |
| 2022    | Campionato Italiano Gran Turismo - GT3                  | Scuderia Baldini 27            | 1                 | 1                 | 1                 | 0                 | NC                |
| 2023    | Campionato Italiano Gran Turismo - GT3                  | Scuderia Baldini 27            | 4                 | 4                 | 2                 | 55                | 1.º               |
| 2024    | Campionato Italiano Gran Turismo - GT3                  | Scuderia Baldini 27            | 4                 | 3                 | 2                 | 79                | 1.º               |
| Fuente: |                                                         |                                |                   |                   |                   |                   |                   |

## Resultados

### Fórmula 1
(Clave) (negrita indica pole position) (cursiva indica vuelta rápida)

| Año     | Escudería                            | 1       | 2       | 3       | 4       | 5       | 6       | 7       | 8       | 9       | 10      | 11      | 12      | 13      | 14      | 15      | 16      | 17      | 18     | 19    | Pos. | Puntos |
| ------- | ------------------------------------ | ------- | ------- | ------- | ------- | ------- | ------- | ------- | ------- | ------- | ------- | ------- | ------- | ------- | ------- | ------- | ------- | ------- | ------ | ----- | ---- | ------ |
| 1996    | Team Minardi                         | AUS Ret | BRA     | ARG     | EUR 13  | SMR Ret | MON Ret | ESP Ret | CAN 8   | FRA Ret | GBR 11  | GER     | HUN     | BEL     | ITA     | POR     | JPN     |         |        |       | NC   | 0      |
| 1997    | Benson & Hedges Total Jordan Peugeot | AUS Ret | BRA 8   | ARG Ret | SMR 4   | MON 6   | ESP 9   | CAN 3   | FRA 9   | GBR 7   | GER 11† | HUN Ret | BEL 2   | ITA 4   | AUT 4   | LUX Ret | JPN 7   | EUR 11  |        |       | 8.º  | 20     |
| 1998    | Mild Seven Benetton Playlife         | AUS Ret | BRA 6   | ARG 7   | SMR Ret | ESP Ret | MON 2   | CAN 2   | FRA 9   | GBR 5   | AUT Ret | GER 7   | HUN 8   | BEL Ret | ITA 8   | LUX 6   | JPN 8   |         |        |       | 9.º  | 16     |
| 1999    | Mild Seven Benetton Playlife         | AUS 4   | BRA Ret | SMR 5   | MON 5   | ESP 9   | CAN 2   | FRA Ret | GBR 7   | AUT 12† | GER Ret | HUN Ret | BEL 11  | ITA Ret | EUR Ret | MYS 11  | JPN 14† |         |        |       | 9.º  | 13     |
| 2000    | Mild Seven Benetton Playlife         | AUS 5   | BRA 2   | SMR 11  | GBR 7   | ESP 9   | EUR 5   | MON 3   | CAN 3   | FRA 9   | AUT Ret | GER Ret | HUN Ret | BEL Ret | ITA 11  | USA Ret | JPN 14  | MYS 9   |        |       | 6.º  | 18     |
| 2001    | Mild Seven Benetton Renault          | AUS 13  | MYS Ret | BRA 6   | SMR Ret | ESP 14  | AUT Ret | MON Ret | CAN Ret | EUR 11  | FRA 11  | GBR 13  | GER 4   | HUN Ret | BEL 3   | ITA 10  | USA 8   | JPN 17† |        |       | 11.º | 8      |
| 2002    | DHL Jordan Honda                     | AUS Ret | MYS 13  | BRA Ret | SMR Ret | ESP Ret | AUT 5   | MON 5   | CAN 5   | EUR Ret | GBR 7   | FRA DNQ | GER Ret | HUN 6   | BEL Ret | ITA 8   | USA 7   | JPN Ret |        |       | 11.º | 7      |
| 2003    | B&H Jordan Ford                      | AUS 12† | MYS Ret | BRA 1   | SMR 15† | ESP Ret | AUT Ret | MON 10  | CAN Ret | EUR 12  | FRA Ret | GBR Ret | GER 13† | HUN Ret | ITA 10  | USA 7   | JPN Ret |         |        |       | 12.º | 12     |
| 2004    | Red Bull Sauber Petronas             | AUS 10  | MYS 11  | BHR 11  | SMR 9   | ESP 7   | MON Ret | EUR 6   | CAN 4   | USA 9†  | FRA 12  | GBR 6   | GER 9   | HUN 8   | BEL 5   | ITA 8   | CHN 7   | JPN 8   | BRA 9  |       | 11.º | 22     |
| 2005    | Mild Seven Renault F1 Team           | AUS 1   | MYS Ret | BHR Ret | SMR Ret | ESP 5   | MON 12  | EUR 6   | CAN Ret | USA DNS | FRA 6   | GBR 4   | GER 4   | HUN 9   | TUR 4   | ITA 3   | BEL Ret | BRA 5   | JPN 2  | CHN 4 | 5.º  | 58     |
| 2006    | Mild Seven Renault F1 Team           | BHR Ret | MYS 1   | AUS 5   | SMR 8   | EUR 6   | ESP 3   | MON 6   | GBR 4   | CAN 4   | USA 3   | FRA 6   | GER 6   | HUN Ret | TUR 6   | ITA 4   | CHN 3   | JPN 3   | BRA 6  |       | 4.º  | 72     |
| 2007    | ING Renault F1 Team                  | AUS 5   | MYS 6   | BHR 8   | ESP 9   | MON 4   | CAN DSQ | USA 9   | FRA 6   | GBR 8   | EUR 10  | HUN 12  | TUR 9   | ITA 12  | BEL Ret | JPN 5   | CHN 11  | BRA Ret |        |       | 8.º  | 21     |
| 2008    | Force India F1 Team                  | AUS Ret | MYS 12  | BHR 12  | ESP 10  | TUR Ret | MON Ret | CAN Ret | FRA 18  | GBR Ret | GER 16  | HUN 15  | EUR 14  | BEL 17  | ITA Ret | SIN 14  | JPN Ret | CHN 17  | BRA 18 |       | 19.º | 0      |
| 2009    | Force India F1 Team                  | AUS 11  | MYS 18† | CHN 14  | BHR 15  | ESP 14  | MON 9   | TUR Ret | GBR 10  | GER 11  | HUN 14  | EUR 12  | BEL 2   |         |         |         |         |         |        |       | 15.º | 8      |
| 2009    | Scuderia Ferrari Marlboro            |         |         |         |         |         |         |         |         |         |         |         |         | ITA 9   | SIN 13  | JPN 12  | BRA 10  | ABU 16  |        |       | 15.º | 8      |
| Fuente: |                                      |         |         |         |         |         |         |         |         |         |         |         |         |         |         |         |         |         |        |       |      |        |

### Campeonato Mundial de Resistencia de la FIA
(Clave) (negrita indica pole position) (cursiva indica vuelta rápida)

| Año     | Escudería      | Clase     | Automóvil              | 1   | 2   | 3   | 4   | 5   | 6   | 7   | 8   | Pos. | Puntos | Ref.   |
| ------- | -------------- | --------- | ---------------------- | --- | --- | --- | --- | --- | --- | --- | --- | ---- | ------ | ------ |
| 2012    | AF Corse       | LMGTE Pro | Ferrari 458 Italia GT2 | SEB | SPA | LMS | SIL | SÃO | BHR | FUJ | SHA | 52.º | 3.5    | [ 25 ] |
| 2012    | AF Corse       | LMGTE Pro | Ferrari 458 Italia GT2 | NC  | 15  | 1   | 18  | 16  | 13  | 18  | Ret | 52.º | 3.5    | [ 25 ] |
| 2013    | AF Corse       | LMGTE Pro | Ferrari 458 Italia GT2 | SIL | SPA | LMS | SÃO | COA | FUJ | SHA | BHR | 2.º  | 135    | [ 26 ] |
| 2013    | AF Corse       | LMGTE Pro | Ferrari 458 Italia GT2 | 5   | 1   | 5   | 1   | 2   | 2   | 4   | 3   | 2.º  | 135    | [ 26 ] |
| 2014    | AF Corse       | LMGTE Pro | Ferrari 458 Italia GT2 | SIL | SPA | LMS | COA | FUJ | SHA | BHR | SÃO | 14.º | 51     | [ 27 ] |
| 2014    | AF Corse       | LMGTE Pro | Ferrari 458 Italia GT2 | 1   |     |     |     |     |     |     |     | 14.º | 51     | [ 27 ] |
| 2015    | AF Corse       | LMGTE Pro | Ferrari 458 Italia GT2 | SIL | SPA | LMS | NÜR | COA | FUJ | SHA | BHR | 20.º | 24     | [ 28 ] |
| 2015    | AF Corse       | LMGTE Pro | Ferrari 458 Italia GT2 | 4   |     |     |     |     |     |     |     | 20.º | 24     | [ 28 ] |
| 2018-19 | Spirit of Race | LMGTE Am  | Ferrari 488 GTE        | SPA | LMS | SIL | FUJ | SHA | SEB | SPA | LMS | 4.º  | 99     | [ 29 ] |
| 2018-19 | Spirit of Race | LMGTE Am  | Ferrari 488 GTE        | 17  | 2   | 15  | 16  | 14  | 11  | 4   | 7   | 4.º  | 99     | [ 29 ] |
| 2019-20 | AF Corse       | LMGTE Am  | Ferrari 488 GTE EVO    | SIL | FUJ | SHA | BHR | COA | SPA | LMS | BHR | 12.º | 71     | [ 30 ] |
| 2019-20 | AF Corse       | LMGTE Am  | Ferrari 488 GTE EVO    | 9   | 6   | 8   | 5   | 7   | 7   | 7   | 4   | 12.º | 71     | [ 30 ] |
| 2021    | AF Corse       | LMGTE Am  | Ferrari 488 GTE EVO    | SPA | ALG | MNZ | LMS | BHR | BHR |     |     | 4.º  | 41     |        |
| 2021    | AF Corse       | LMGTE Am  | Ferrari 488 GTE EVO    | 4   | 3   | 7   |     |     |     |     |     | 4.º  | 41     |        |